# Сандига Юрій Григорович
Юрій Григорович Сандига (нар. 16 липня 1949, Заліщики) — український різьбяр по дереву; член Спілки художників України з 1992 року. Перший чоловік письменниці Галини Тарасюк, батько поетеси Олесі Сандиги.

## Біографія
Народився 16 липня 1949 року в місті Заліщиках Тернопільської області (нині Україна). Протягом 1971—1975 років навчався на відділенні художньої обробки дерева Вижницького училища прикладного мистецтва.
З 1975 року — у Чернівцях. Мешкає в будинку на вулиці Нечуя-Левицького, № 22.

## Творчість
Працює в галузі декоративно-прикладного мистецтва (художня обробка деревини). Створює декоративні рельєфи, паркові композиції, а також скульптура малих форм. Автор призу для переможців фестивалю «Червона Рута», що відбувся у 1989 році.
Учасних всеукраїнських та всесоюзної виставки з 1985 року. Персональна виставка відбулася у Чернівцях у 1991 році.